# 阿莫斯湖
60°42′S 45°39′W / 60.700°S 45.650°W
阿莫斯湖（英語：Amos Lake），是南極洲的湖泊，位於南奧克尼群島的西格尼島，處於圖拉角以南，由英國南極名稱諮詢委員命名，現時由南極條約體系管理。